# Bishopsgate

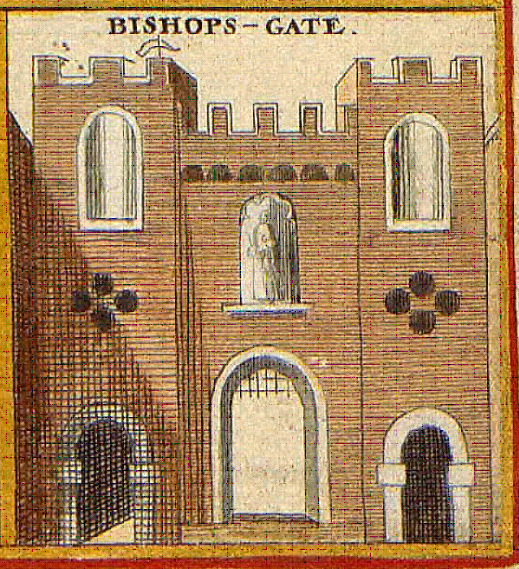
Antica raffigurazione della porta

Bishopsgate era una porta del London Wall realizzato dai romani a difesa della città di Londinium. Oggi essa è la zona orientale della City of London, che si estende a nord di Gracechurch Street fino a Norton Folgate.

## Storia

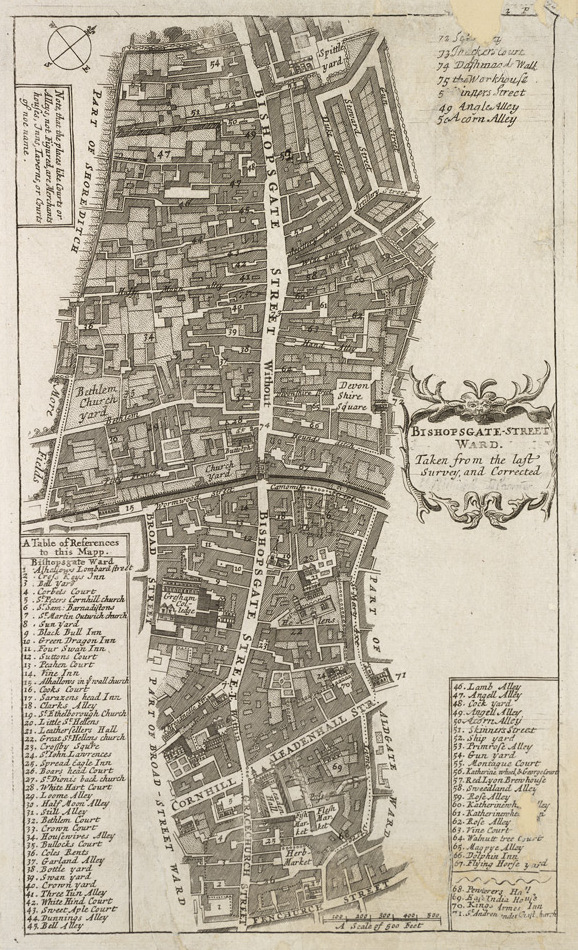
Bishopsgate-Street Ward nel 1720

La porta originale costruita dai romani, venne ricostruita dai mercanti della Lega anseatica, nel 1471, in cambio di agevolazioni nei commerci. L'ultima modifica avvenne nel 1735 ma la porta venne poi demolita, come le altre, nel 1760. In questa porta venivano spesso messe in mostra le teste mozzate dei criminali infilzate in una lancia. Il London Wall (che non esiste più in questo settore) divideva la zona in due parti e queste erano chiamate rispettivamente Bishopsgate Within (Bishopsgate interno) e Bishopsgate Without (Bishopsgate esterno). La zona a nord di Bishopsgate thoroughfare è il luogo in cui esisteva l'antica porta romana che era l'uscita per la via romana detta Ermine Street o anche Old North Road (antica strada del nord).

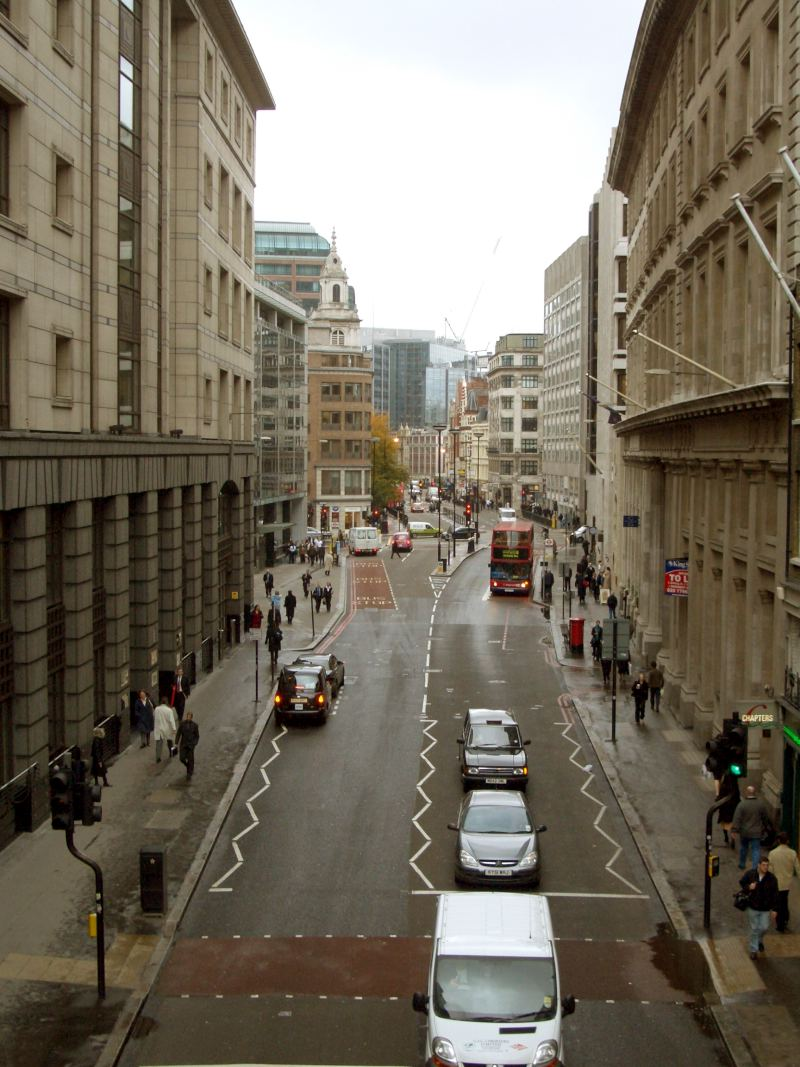
Bishopsgate

Bishopsgate era originariamente sede di molte coaching inn che ospitavano i passeggeri provenienti dalla Old North Road. Queste sopravvissero al grande incendio e sono poi state demolite tutte. Il pub White Hart, sito a nord della chiesa di St Botolph's, è sito nel luogo in cui esisteva una locanda che portava lo stesso nome. Altre allora esistenti portavano i nomi di Dolphin, the Flower Pot, the Green Dragon, the Wrestlers, the Angel e the Black Bull. Quest'ultimo ospitò la troupe teatrale dei Queen's Men nel XVI secolo. Il nome di una locanda chiamata the Catherine Wheel (demolita nel 1911) è stato imposto alla Catherine Wheel Alley che conduce da Bishopsgate ad est. La facciata del XVII secolo della casa di Sir Paul Pindar, demolita per costruire la Liverpool Street Station nel 1890, venne poi esposta nel Victoria and Albert Museum. Nel XVIII secolo questo grande edificio divenne una taverna dal nome di Sir Paul Pindar's Head.
Anch'essa demolita e poi riedificata in Chelsea) fu l'antica Crosby Hall, residenza di Riccardo III d'Inghilterra e di Tommaso Moro. 
Bishopsgate è anche il luogo in cui è ubicata la Liverpool Street station, il famoso pub Dirty Dick's, il Bishopsgate Institute e molti uffici.
La strada è anche sede di importanti banche come la Royal Bank of Scotland, l'ABN AMRO e la Banca europea per la ricostruzione e lo sviluppo. Tra il 1923 e il 1937 ospitò anche l'ente The Institute of Bankers
Bishopsgate è menzionata nella canzone dei the Beatles, Being For the Benefit of Mr. Kite.